# Sędziejowice (gromada w powiecie buskim)
Sędziejowice – dawna gromada, czyli najmniejsza jednostka podziału terytorialnego Polskiej Rzeczypospolitej Ludowej w latach 1954–1972.
Gromady, z gromadzkimi radami narodowymi (GRN) jako organami władzy najniższego stopnia na wsi, funkcjonowały od reformy reorganizującej administrację wiejską przeprowadzonej jesienią 1954 do momentu ich zniesienia z dniem 1 stycznia 1973, tym samym wypierając organizację gminną w latach 1954–1972.
Gromadę Sędziejowice z siedzibą GRN we Sędziejowicach utworzono – jako jedną z 8759 gromad na obszarze Polski – w powiecie buskim w woj. kieleckim, na mocy uchwały nr 13a/54 WRN w Kielcach z dnia 29 września 1954. W skład jednostki weszły obszary dotychczasowych gromad Sędziejowice i Chomentówek ze zniesionej gminy Chmielnik w tymże powiecie. Dla gromady ustalono 11 członków gromadzkiej rady narodowej.
1 stycznia 1956 gromada weszła w skład nowo utworzonego powiatu chmielnickiego w tymże województwie.
31 grudnia 1961 do gromady Sędziejowice przyłączono wsie Śladków Duży i Śladków Mały, kolonię Gruszka, osadę młyńską Borowiec oraz tereny byłych folkwarków Grzybowa i Śladków Duży ze znoszonej gromady Przededworze w tymże powiecie, po czym – w związku ze zlikwidowaniem powiatu chmielnickiego tegoż dnia – gromadę Sędziejowice włączono z powrotem do powiatu buskiego w tymże województwie.
31 grudnia 1964 z gromady Sędziejowice wyłączono osadę młyńską Borowiec, kolonię Gruszka oraz wieś Śladków Mały, włączając je do gromady Chmielnik.
Gromada przetrwała do końca 1972 roku, czyli do kolejnej reformy gminnej.